# UNTAC Medaille
De UNTAC Medaille is een onderscheiding van de Verenigde Naties. 

Zoals gebruikelijk stichtte de secretaris-generaal van de Verenigde Naties een van de Medailles voor Vredesmissies van de Verenigde Naties voor de deelnemers die uit 45 landen afkomstig waren. Deze UNTAC Medaille wordt aan militairen en politieagenten verleend.
UNTAC is de afkorting van United Nations Transitional Authority in Cambodia.
De medaille is van brons. Het lint is groen-lichtblauw-wit-lichtblauw-groen gestreept. Tussen de banen is een smalle donkerblauwe of rode streep aangebracht.